# 児島宏子
児島 宏子（こじま ひろこ）は日本のロシア語通訳、翻訳家、エッセイスト。こじま ひろこ名義も使用。

## 経歴・人物
1972年、日ソ学院（現東京ロシア語学院）本科卒。1973年にモスクワ大学に留学。同大学ロシア語教師養成セミナーで学ぶ。
映画、音楽分野で通訳、翻訳、執筆、企画に当たる。作家アントン・チェーホフ、女流詩人アンナ・アフマートヴァ、シンガーソングライターのブラート・オクジャワなどの翻訳で知られる。また、映画監督アレクサンドル・ソクーロフの親友でもあり、昭和天皇を描いた話題作「太陽」（2005）、「オリエンタル・エレジー」（1996）、「穏やかな生活」（1997）などの製作に深く関わった。
2004年、日本絵本賞を『きつねとうさぎ：ロシアの昔話』（フランチェスカ・ヤールブソワ絵、ユーリー・ノルシュテイン構成、こじま ひろこ訳、福音館書店）で受賞。

## 著作
- 『アニメの詩人ノルシュテイン : 音・響き・ことば』（東洋書店、ユーラシア・ブックレット95） 2006
- 『チェーホフさん、ごめんなさい!』（未知谷） 2016

### 共著
- 『ロシアの文化・芸術 : ソ連崩壊20年後のロシアにおける新しい傾向とロシア芸術の魅力の基本的特徴』（長塚英雄責任編集、生活ジャーナル） 2011
- 『ドラマチック・ロシアin Japan 2』（長塚英雄責任編集、生活ジャーナル） 2012
- 『ロシア革命の再審と社会主義 : ロシア革命100年記念』（村岡到編、ロゴス） 2017

## 翻訳
- 『三頭のくじらとその友だち : 音楽の本』（D・カバレフスキー、ズナーニエ出版） 1981
- 『ソクーロフとの対話 : 魂の声、物質の夢』（アレクサンドル・ソクーロフ, 前田英樹、河出書房新社） 1996
- 『チェーホフが蘇える』（アレクサンドル・ソクーロフ、書肆山田） 1997
- 『モスクワは本のゆりかご』（レフ・シーロフ、群像社） 2005
- 『春のめざめ』（イワン・シメリョフ原作、アレクサンドル・ペトロフ脚本・監督、文章構成、スタジオジブリ、三鷹の森ジブリ美術館ライブラリー） 2007
- 『うさぎの恩返し』（アンドレ・プラトーノフ、イリーナ・ザトゥロフスカヤ絵、未知谷） 2012
- 『1わのおんどりコケコッコー』（イリーナ・ザトゥロフスカヤ、福音館書店、世界傑作絵本シリーズ ロシアの絵本） 2014
- 『裸足で』（イリーナ・ザトゥロフスカヤ、未知谷） 2016

### ユーリー・ノルシュテイン
- 『きりのなかのはりねずみ』（ユーリー・ノルシュテイン, セルゲイ・コズロフ、フランチェスカ・ヤルブーソヴァ絵、福音館書店） 2000
- 『アオサギとツル : ダーリ採集によるロシア民話より』（ユーリー・ノルシュテイン原案、フランチェスカ・ヤールブソヴァ絵、未知谷） 2001、のち再版 2006
- 『フラーニャと私』（ユーリー・ノルシュテイン構成・文、徳間書店スタジオジブリ事業本部） 2003
- 『きつねとうさぎ : ロシアの昔話』（ユーリー・ノルシュテイン構成、フランチェスカ・ヤールブソワ絵、福音館書店） 2003
- 『外套』（ユーリー・ノルシュテイン原案、ニコライ・ワシーリェヴィチ・ゴーゴリ、フランチェスカ・ヤールブソヴァ絵、未知谷） 2009

### アントン・P・チェーホフ
- 『カシタンカ』（アントン・P・チェーホフ、未知谷） 2004
- 『ロスチャイルドのバイオリン』（アントン・P・チェーホフ、イリーナ・ザトゥロフスカヤ絵、未知谷） 2005
- 『大学生』（アントン・P・チェーホフ、イリーナ・ザトゥロフスカヤ絵、未知谷） 2005
- 『すぐり』（アントン・P・チェーホフ、イリーナ・ザトゥロフスカヤ絵、未知谷） 2006
- 『たわむれ』（アントン・P・チェーホフ、ユーリー・リブハーベル絵、未知谷） 2006
- 『可愛い女』（アントン・P・チェーホフ、ナターリャ・デェミードヴァ絵、未知谷） 2006
- 『少年たち』（アントン・P・チェーホフ、エカテリーナ・タバーフ絵、未知谷） 2006
- 『モスクワのトルゥブナヤ広場にて』（アントン・P・チェーホフ、イリーナ・ザトゥロフスカヤ絵、未知谷、チェーホフ・コレクション） 2011
- 『いいなずけ』（アントン P・チェーホフ、ラリーサ・ゼネーヴィチ絵、未知谷、チェーホフ・コレクション） 2011
- 『ワーニカ』（アントン・P・チェーホフ、イリーナ・ザトゥロフスカヤ絵、未知谷、チェーホフ・コレクション） 2012

### エドゥアルド・ウスペンスキー
- 『新訳チェブラーシュカ : ワニのゲーナとおともだち』（エドゥアルド・ウスペンスキー、平凡社） 2002
- 『チェブラーシカ』（エドゥアルド・ウスペンスキー原作、やまちかずひろ文、小学館） 2007
- 『チェブラーシカはじめてのりょこう』（エドゥアルド・ウスペンスキー原作、やまちかずひろ文、小学館） 2008
- 『チェブラーシカ = Уебурашка : ピオネールにはいりたい』（エドゥアルド・ウスペンスキー原作、やまちかずひろ文、さんさん絵、小学館、おひさまのほん） 2014

## 映画字幕
- 「ワーリャ」
- 「サーカス」
- 「戦争と平和」
- 「失われた帝国」
- 「白夜」
- 「ブハラ大公秘密の旅」
- 「ハレバとゴーギ」
- 「君はどこにいるの?」
- 「セカンド・サークル」
- 「静かなる一頁」
- 「帽子箱を持った少女」
- 「精神の声」
- 「春のめざめ」
- 「雪の女王」（新訳版）
- 「チェブラーシカ」 - 日本語版字幕と吹替版の翻訳
- 「チェチェンへ アレクサンドラの旅」
- 「蒼ざめた馬」
- 「牡牛座 レーニンの肖像」
- 「みかんの丘  - 字幕監修

他多数